# Condado de Lamar (Misisipi)
El condado de Lamar (en inglés: Lamar County), fundado en 1904, es un condado del estado estadounidense de Misisipi. En el año 2000 tenía una población de 39.070 habitantes con una densidad poblacional de 30 personas por km². La sede del condado es Purvis.

## Geografía
Según la Oficina del Censo, el condado tiene un área total de 1295 km² (500 mi²), de la cual 1287 km² (496,9 mi²) es tierra y 8 km² (3,1 mi²) es agua.

## Demografía
En el 2000 la renta per cápita promedia del condado era de $ 37,628 y el ingreso promedio para una familia era de $44,611. El ingreso per cápita para el condado era de $18,849. En 2000 los hombres tenían un ingreso per cápita de $32,791 frente a $22,260 para las mujeres. Alrededor del 13.30% de la población estaba bajo el umbral de pobreza nacional.

## Condados adyacentes
- Condado de Covington (norte)
- Condado de Forrest (este)
- Condado de Pearl River (sur)
- Condado de Marion (oeste)
- Condado de Jefferson Davis (noroeste)

## Localidades
Ciudades
- Hattiesburg (la mayoría en el condado de Forrest)
- Lumberton (parte en el condado de Pearl River)
- Purvis

Pueblos
- Sumrall

Lugares designados por el censo
- Arnold Line
- West Hattiesburg

Áreas no incorporadas
- Baxterville
- Oloh

Subdivisiones
- Hickory Hills Lake

## Principales carreteras
- Interestatal 59
- U.S. Highway 11
- U.S. Highway 98
- Carretera 13
- Carretera 42
- Carretera 44